# 布里蘭特·曼多薩
布里蘭特·曼多薩（Brillante Mendoza、1960年7月30日—）是一位菲律賓電影導演。

## 生平
布里蘭特·曼多薩於1960年出生於菲律賓邦板牙省聖費爾南多。他在2005年拍攝首部電影《情慾按摩院》，並於第58屆盧卡諾影展獲得金豹獎；他於2007年執導的電影《強強》則獲選為坎城影展導演雙週單元開幕片。
2008年，曼多薩執導的《高潮滿座》進入第61屆坎城影展正式競賽片，是首部獲選為坎城競賽片的菲律賓電影；2009年，他又以《男孩看見血地獄》進入第62屆坎城影展正式競賽單元，並獲得最佳導演獎；同年他又以《阿嬤打官司》獲選為第66屆威尼斯影展正式競賽片。2012年，他再度以兩部片分別進入三大影展正式競賽單元，首先以《人質》獲選為第62屆柏林影展正式競賽片，接下來又以《出讓丈夫的女人》進入第69屆威尼斯影展正式競賽單元。
2016年，他以《私法拘留》於第69屆坎城影展第三度闖進正式競賽單元。

## 作品
- 2005年：《情慾按摩院》（Masahista）
- 2006年：《夏天的炎熱》（Kaleldo）
- 2007年：《強強（英语：Foster Child (2007 film)）》（Foster Child）
- 2007年：《馬尼拉槍擊》（Tirador）
- 2008年：《高潮滿座（英语：Service (film)）》（Serbis）
- 2009年：《男孩看見血地獄》（Kinatay）
- 2009年：《阿嬤打官司（英语：Grandmother (2009 film)）》（Lola）
- 2012年：《人質》（Captive）
- 2012年：《出讓丈夫的女人（英语：Thy Womb）》（Sinapupunan）
- 2013年：《新聞鬼上身》（Sapi）
- 2015年：《等待放晴的日子（英语：Trap (2015 film)）》(Taklub)
- 2016年：《私法拘留》(Ma' Rosa)

## 外部連結
- 布里蘭特·曼多薩在互联网电影资料库（IMDb）上的資料（英文）
- 布里蘭特·曼多薩在豆瓣上的资料（简体中文）
- "Brillante Mendoza: Philippines' celebrated and divisive director" （页面存档备份，存于） - 2009 CNN interview with Mendoza
- （页面存档备份，存于）